# Греъм Тейлър
Греъм Те́йлър (на английски: Graham Taylor; 15 септември 1944 — 12 януари 2017) е английски футболист и треньор.

## Кариера на футболист
Тейлър завършва гимназия Скънторп. Играе за националния отбор на граматическите училища на Англия. През 1962 напуска училище и преминава в „Гримзби Таун“. През 1968 е купен от „Линкълн Сити“. През 1972 година приключва с футбола заради сериозна травма в бедрото.

## Треньорска кариера
Тейлър бе начело на „Трите лъва“ между 1990 и 1993 година. Той класира отбора за финалите на Евро 92, където тимът отпада в груповата фаза след равенства с бъдещия шампион Дания и Франция, и загуба от домакина Швеция. Тейлър напуска поста си през ноември 1993 година, след като е успява да класира Англия за Световоното първенство в САЩ.
Освен националния английски отбор Тейлър е ръководил още „Линкълн Сити“, „Уотфорд“, „Астън Вила“ и „Уулвърхямптън Уондърърс“. Изкачва „стършелите“ от четвърто ниво до второ място в страната Първа дивизия през сезон 1982/83, а година по-късно и до финала за Купата на Англия.

## Успехи
- Сребърен медал и Вицешампион на Англия (как треньор) (2): 1983, 1990
- Член в залата на славата в Лондон.